# القوس الجنوبي
القوس الجنوبي أو إبسلون الرامي Epsilon Sagittarii اسمه التقليدي Kaus Australis مشتق من الاسم العربي. وهو نجم مزدوج في كوكبة الرامي وهو ألمع نجم في الكوكبة. يبعد 144.64 سنة ضوئية عن الأرض ويفصل بين النجمين المكونيين للثنائية 32 ثانية قوسية. ويبلغ القدر الظاهري 1.79+.